# DDR-Meisterschaft im Wasserski
DDR-Meisterschaften im Wasserski wurden von 1961 bis 1990 in mehreren Disziplinen durchgeführt.

## Herren
| Jahr | Figurenlauf                          | Slalom                             | Springen                             | Kombination                          | Mannschaft                                                          |
| ---- | ------------------------------------ | ---------------------------------- | ------------------------------------ | ------------------------------------ | ------------------------------------------------------------------- |
| 1961 | Ralf Hellwig (MC Grünau)             | G. Maier (MC Grünau)               | D. Günther (MC Grünau)               | nicht ausgetragen                    |                                                                     |
| 1962 | Ralf Hellwig (MC Neptun Berlin)      | G. Maier (MC Neptun Berlin)        | P. Fleischer (MC Neptun Berlin)      | Ralf Hellwig (MC Neptun Berlin)      |                                                                     |
| 1963 | Ralf Hellwig (MC Neptun Berlin)      | G. Pampel (MC Zwickau)             | Ralf Hellwig (MC Neptun Berlin)      | Ralf Hellwig (MC Neptun Berlin)      |                                                                     |
| 1964 | Ralf Hellwig (MC Neptun Berlin)      | Joachim Längert (MC Neptun Berlin) | Ralf Hellwig (MC Neptun Berlin)      | Joachim Längert (MC Neptun Berlin)   |                                                                     |
| 1965 | F. Volk (MC Leuna)                   | Thomas Zwernemann (MC Weißenfels)  | Ralf Hellwig (MC Neptun Berlin)      | Ralf Hellwig (MC Neptun Berlin)      |                                                                     |
| 1966 | F. Volk (MC Leuna)                   | F. Volk (MC Leuna)                 | Heiko Hüller (MC Caputh)             | F. Volk (MC Leuna)                   |                                                                     |
| 1967 | Joachim Längert (MC Neptun Berlin)   | Heiko Hüller (MC Caputh)           | Heiko Hüller (MC Caputh)             | F. Volk (MC Leuna)                   | MC Leuna                                                            |
| 1968 | F. Volk (MC Leuna)                   | Joachim Längert (MC Neptun Berlin) | Heiko Hüller (MC Caputh)             | F. Volk (MC Leuna)                   | MC Leuna                                                            |
| 1969 | Olaf Böttcher (MC Kamenz)            | Joachim Längert (MC Neptun Berlin) | Olaf Böttcher (MC Kamenz)            | Joachim Längert (MC Neptun Berlin)   | MC Neptun Berlin                                                    |
| 1970 | Olaf Böttcher (MC Kamenz)            | F. Volk (MC Leuna)                 | Olaf Böttcher (MC Kamenz)            | F. Volk (MC Leuna)                   | MC Neptun Berlin                                                    |
| 1971 | Olaf Böttcher (MC Kamenz)            | Joachim Längert (MC Neptun Berlin) | Olaf Böttcher (MC Kamenz)            | Olaf Böttcher (MC Kamenz)            | nicht ausgetragen                                                   |
| 1972 | Ingo Böttcher (MC Kamenz)            | Heiko Hüller (MC Caputh)           | D. Berg (MC Luzin Feldberg)          | Ingo Böttcher (MC Kamenz)            | MC Kamenz                                                           |
| 1973 | Olaf Böttcher (MC Kamenz)            | F. Volk (MC Leuna)                 | Olaf Böttcher (MC Kamenz)            | Olaf Böttcher (MC Kamenz)            | MC Kamenz                                                           |
| 1974 | F. Volk (MC Leuna)                   | Heiko Hüller (MC Caputh)           | Olaf Böttcher (MC Kamenz)            | Berg (MC Luzin Feldberg)             | MC Halle                                                            |
| 1975 | Olaf Böttcher (MC Kamenz)            | Heiko Hüller (MC Caputh)           | Olaf Böttcher (MC Kamenz)            | Olaf Böttcher (MC Kamenz)            |                                                                     |
| 1976 | Olaf Böttcher (MC Kamenz)            | Heiko Hüller (MC Caputh)           | Olaf Böttcher (MC Kamenz)            | Olaf Böttcher (MC Kamenz)            |                                                                     |
| 1977 | Olaf Böttcher (MC Kamenz)            | Heiko Hüller (MC Caputh)           | Olaf Böttcher (MC Kamenz)            | Olaf Böttcher (MC Kamenz)            |                                                                     |
| 1978 | Berg (MC Luzin Feldberg)             | Heiko Hüller (MC Caputh)           | Bernd Haase (MC Halle)               | Heiko Hüller (MC Caputh)             |                                                                     |
| 1979 | F. Volk (MC Leuna)                   | Heiko Hüller (MC Caputh)           | Bernd Haase (MC Halle)               | Heiko Hüller (MC Caputh)             |                                                                     |
| 1980 | F. Volk (MC Halle)                   | Heiko Hüller (MC Caputh)           | Bernd Haase (MC Halle)               | Frank Berg (MC Luzin Feldberg)       |                                                                     |
| 1981 | F. Volk (MC Halle)                   | Heiko Hüller (MC Caputh)           | Frank Berg (MC Luzin Feldberg)       | Frank Berg (MC Luzin Feldberg)       |                                                                     |
| 1982 | F. Volk (MC Halle)                   | F. Volk (MC Halle)                 | Frank Berg (MC Luzin Feldberg)       | Frank Berg (MC Luzin Feldberg)       |                                                                     |
| 1983 | F. Volk (MC Halle)                   | F. Volk (MC Halle)                 | Frank Berg (MC Luzin Feldberg)       | Frank Berg (MC Luzin Feldberg)       |                                                                     |
| 1984 | Frank Berg (MC Luzin Feldberg)       | Frank Berg (MC Luzin Feldberg)     | Andreas Bothe (MC Caputh)            | Frank Berg (MC Luzin Feldberg)       |                                                                     |
| 1985 | Toralph Schipner (MC Luzin Feldberg) | Andreas Bothe (MC Caputh)          | Andreas Bothe (MC Caputh)            | Andreas Bothe (MC Caputh)            |                                                                     |
| 1986 | Toralph Schipner (MC Luzin Feldberg) | Andreas Bothe (MC Caputh)          | Frank Berg (MC Luzin Feldberg)       | Frank Berg (MC Luzin Feldberg)       |                                                                     |
| 1987 |                                      |                                    |                                      |                                      |                                                                     |
| 1988 | Frank Berg (MC Luzin Feldberg)       | Andreas Bothe (MC Caputh)          | Toralph Schipner (MC Luzin Feldberg) | Toralph Schipner (MC Luzin Feldberg) |                                                                     |
| 1989 | Toralph Schipner (MC Luzin Feldberg) | Andreas Bothe (MC Caputh)          | Frank Berg (MC Luzin Feldberg)       | Frank Berg (MC Luzin Feldberg)       |                                                                     |
| 1990 |                                      |                                    |                                      |                                      | MC Caputh (Heiko Hüller, Gabi Hüller, Mathias Bothe, Andreas Bothe) |

## Damen
| Jahr | Figurenlauf                               | Slalom                                 | Springen                               | Kombination                            |
| ---- | ----------------------------------------- | -------------------------------------- | -------------------------------------- | -------------------------------------- |
| 1962 | C. Tiepold (MC Neptun Berlin)             | C. Tiepold (MC Neptun Berlin)          |                                        |                                        |
| 1963 | Helga Melges (MC Weißenfels)              | Helga Melges (MC Weißenfels)           |                                        |                                        |
| 1964 | nicht ausgetragen                         | nicht ausgetragen                      |                                        |                                        |
| 1965 | Helga Melges (MC Weißenfels)              | Helga Melges (MC Weißenfels)           |                                        |                                        |
| 1966 | Helga Melges (MC Weißenfels)              | Helga Melges (MC Weißenfels)           |                                        |                                        |
| 1967 | Sibylle Böttcher (MC Kamenz)              | Sibylle Böttcher (MC Kamenz)           |                                        |                                        |
| 1968 | Sibylle Böttcher (MC Kamenz)              | C. Ebert (MC Dessau)                   |                                        |                                        |
| 1969 | Sibylle Böttcher (MC Kamenz)              | Sibylle Böttcher (MC Kamenz)           |                                        |                                        |
| 1970 | Sybille Längert (MC Neptun Berlin)        | Gabriele Behrendt (MC Caputh)          |                                        |                                        |
| 1971 | L. Berg (MC Luzin Feldberg)               | Sybille Längert (MC Neptun Berlin)     | H. Müller (MC Kamenz)                  |                                        |
| 1972 | Sybille Längert (MC Neptun Berlin)        | Gabriele Behrendt (MC Caputh)          | L. Berg (MC Luzin Feldberg)            |                                        |
| 1973 | Sybille Längert (MC Neptun Berlin)        | Gabriele Hüller-Behrendt (MC Caputh)   |                                        |                                        |
| 1974 | Sybille Längert (MC Neptun Berlin)        | Gabriele Hüller (MC Caputh)            | L. Berg (MC Luzin Feldberg)            |                                        |
| 1975 | Sybille Längert (MC Neptun Berlin)        | Hess (MC Dessau)                       | L. Berg (MC Luzin Feldberg)            |                                        |
| 1976 | Gabriele Hüller (MC Caputh)               | Gabriele Hüller (MC Caputh)            | Schulz (MC Werbellinsee)               |                                        |
| 1977 | Gabriele Hüller (MC Caputh)               | Gabriele Hüller (MC Caputh)            | Schulz (MC Werbellinsee)               | Gabriele Hüller (MC Caputh)            |
| 1978 | Gabriele Hüller (MC Caputh)               | Gabriele Hüller (MC Caputh)            | Schulz (MC Werbellinsee)               | Gabriele Hüller (MC Caputh)            |
| 1979 | Gabriele Hüller (MC Caputh)               | Gabriele Hüller (MC Caputh)            | Schulz (MC Werbellinsee)               | Gabriele Hüller (MC Caputh)            |
| 1980 | Müller (MC Kamenz)                        | Gabriele Hüller (MC Caputh)            | Schütze (MC Luzin Feldberg)            | Gabriele Hüller (MC Caputh)            |
| 1981 | Gabriele Hüller (MC Caputh)               | Gabriele Hüller (MC Caputh)            | Schütze (MC Luzin Feldberg)            | Gabriele Hüller (MC Caputh)            |
| 1982 | Gabriele Hüller (MC Caputh)               | Gabriele Hüller (MC Caputh)            | Schütze (MC Luzin Feldberg)            | Gabriele Hüller (MC Caputh)            |
| 1983 | Gabriele Hüller (MC Caputh)               | Gabriele Hüller (MC Caputh)            | Petrich (MC Luzin Feldberg)            | Gabriele Hüller (MC Caputh)            |
| 1984 | Gabriele Hüller (MC Caputh)               | Gabriele Hüller (MC Caputh)            | Rost (MC Feldberg)                     | Gabriele Hüller (MC Caputh)            |
| 1985 | Heiderose Schipner (MC Feldberg)          | Heiderose Schipner (MC Luzin Feldberg) | Berg (MC Feldberg)                     | Heiderose Schipner (MC Luzin Feldberg) |
| 1986 | Gabriele Hüller (MC Caputh)               | Gabriele Hüller (MC Caputh)            | Heiderose Schipner (MC Luzin Feldberg) | Heiderose Schipner (MC Luzin Feldberg) |
| 1987 |                                           |                                        |                                        |                                        |
| 1988 | Claudia Schiffmann (MC Hufeisensee Halle) | Heiderose Schipner (MC Luzin Feldberg) | Heiderose Schipner (MC Luzin Feldberg) | Heiderose Schipner (MC Luzin Feldberg) |
| 1989 | Gesine Stolzenhain (MC Kamenz)            | Heiderose Schipner (MC Luzin Feldberg) | Heiderose Schipner (MC Luzin Feldberg) | Heiderose Schipner (MC Luzin Feldberg) |